# Раджнат Сингх
Раджнат Сингх (на английски: Rajnath Singh) е индийски политик, който служи като министър на отбраната на Индия. Той е бивш президент на Bharatiya Janata Party (Индийска народна партия). Преди това е бил главен министър на Утар Прадеш и министър на кабинета в правителството на Ваджпае. Той беше вътрешен министър в първото правителство на Нарендра Моди. Бил е президент на BJP два пъти, в периодите 2005 – 2009 г. и 2013 – 2014 г. Той е ветеран лидер на BJP, който започва кариерата си като доброволец в Раштрия Суамсевак Санг (Националната доброволческа организация). Той е защитник на партийната идеология на Хиндутва.

## Биография
Раджнат Сингх е роден на 10 юли 1951 г. в село Бхабхаура от област Чандаули, Утар Прадеш, в семейство на фермерите Рам Бадан Сингх и Гуджарати Деви. Получава основното си образование от местно училище в селото си и получава магистърска степен по физика, като получава резултати от първо отделение от университета Горакпур. Има един брат, Джайпал Сингх. От детството той е вдъхновен от идеологията на Раштрия Суамсевак Санг. Работил е като преподавател по физика в Следдипломния колеж Мирзапур, Утар Прадеш.
Бил е депутат в Лок Сабха два пъти от Лакнау (избирателен район Лок Сабха) и веднъж от Газиабад (избирателен район Лок Сабха). Той също така е активен в държавната политика и остава MLA от Haidergarh (избирателен район) два пъти като главен министър.